# Гринвіцька обсерваторія
Гринвіцька королі́вська обсервато́рія (англ. Royal Greenwich Observatory, код «000») — основна астрономічна організація Великої Британії, з державним фінансуванням.
Директор обсерваторії має титул королівського астронома. Обсерваторія заснована в 1675 році королем Карлом ІІ для уточнення життєво важливих для мореплавців координат і спочатку розташовувалася в передмісті Лондона Гринвічі, у будівлях, спроєктованих Крістофером Реном.
Початкове розташування обсерваторії було обрано сером Крістофером Реном, колишнім професором астрономії в Савіліані на вершині пагорба Гринвіцького замку. Це місце для Обсерваторії було зручне тим, що Гринвіч-парк був королівським маєтком, тому не потрібно було купувати нову землю. У той час король також створив посаду Королівського астронома, який мав служити директором обсерваторії та «з найточнішою ретельністю та старанністю до виправляти таблиці руху небес і місць нерухомих зірок, щоб знаходити бажані довготи місцевостей для вдосконалення мистецтва навігації». Король призначив Джона Флемстіда першим королівським астрономом. Будівництво обсерваторії було завершено влітку 1676 року. Будівлю часто називали «Flamsteed House» на честь її першого мешканця.
Наукова робота обсерваторії була поетапно переміщена в інше місце в першій половині 20-го століття, і зараз територію Гринвіча підтримують майже виключно як музей, хоча телескоп AMAT почав працювати для астрономічних досліджень у 2018 році.

## Історія

### Хронологія
- 22 червня 1675 — Заснування Королівської обсерваторії королем Карлом II.
- 10 серпня 1675 — Закладення першого каменю обсерваторії.
- 1714 — "Закон про довготу" заснував так звану "Комісію довгот" та юридично визначив премії, які видавалися цією комісією. Фактичною задачею була розробка точніших методів визначення довготи для точнішого розрахунку координат суден в океані. Наприклад, за підтверджений метод, що давав похибку визначення положення в 30 морських миль (56 км), була нагорода в £20 000. Станом на 2021 рік еквівалентом цієї нагороди вже буде приблизно 3.1 мільйон фунтів стергінгів. До розпуску Коміссії в 1828 році Королівський астроном завжди мав посаду "Уповноваженого з довготи".
- 1767 — П'ятий королівський астроном Невіл Маскелайн почав публікацію Морського альманаху на основі спостережень, зроблених в обсерваторії.
- 1818 — Нагляд за Королівською обсерваторією було передано від Управління боєприпасів до Управи Адміралтейства; у той час обсерваторії було доручено підтримувати морські хронометри Королівського флоту.
- 1833 — Розпочато подачу щоденних сигналів, за допомогою опускання спеціальної яскраво пофарбованої кулі в заздалегідь розрахований момент часу, що дозволяло морякам перевіряти, чи точно йдуть їх хронометри.
- 1838 — Встановлений телескоп-рефрактор Шипшенкс, з апертурою 6,7 дюйма (170 мм)[5].
- 1884 — земний меридіан, який проходить через центр меридіанного кола Гринвіцької обсерваторії, було прийнято нульовим для визначення довгот та лічби поясного часу.
- 1893 — Встановлено 28-дюймовий Великий рефрактор[6].
- 1899 — Було завершено будівництво нової фізичної обсерваторії (тепер відомої як Південна будівля).
- 1924 — Годинні сигнали часу (Greenwich Time Signal) з Королівської обсерваторії вперше були передані 5 лютого.
- 1931 — Замовлено телескоп Yapp.
- 1948 — Офіс королівського астронома було перенесено до Герстмонсо у Східному Сассексі.
- 1954 — Початок перевезання обсерваторії до замку Херстмонсо, на північний схід від Гринвіча[2].
- 1957 — Обсерваторія завершила свій переїзд до Герстмонсо, ставши Гринвічською Королівською Обсерваторією (ГКО). Місце в Гринвічі було перейменовано в Стару Королівську Обсерваторію.
- 1990 — Гринвіцька обсерваторія переїхала до Кембриджа.
- 1998 — Гринвіцька обсерваторія закрита. Обсерваторії було повернуто його початкову назву, Королівська обсерваторія Гринвіча, і вона стала частиною Національного морського музею.
- 2011 — Гринвіцький музей разом з обсерваторією стали Королівськими музеями Гринвіча.

### Заснування

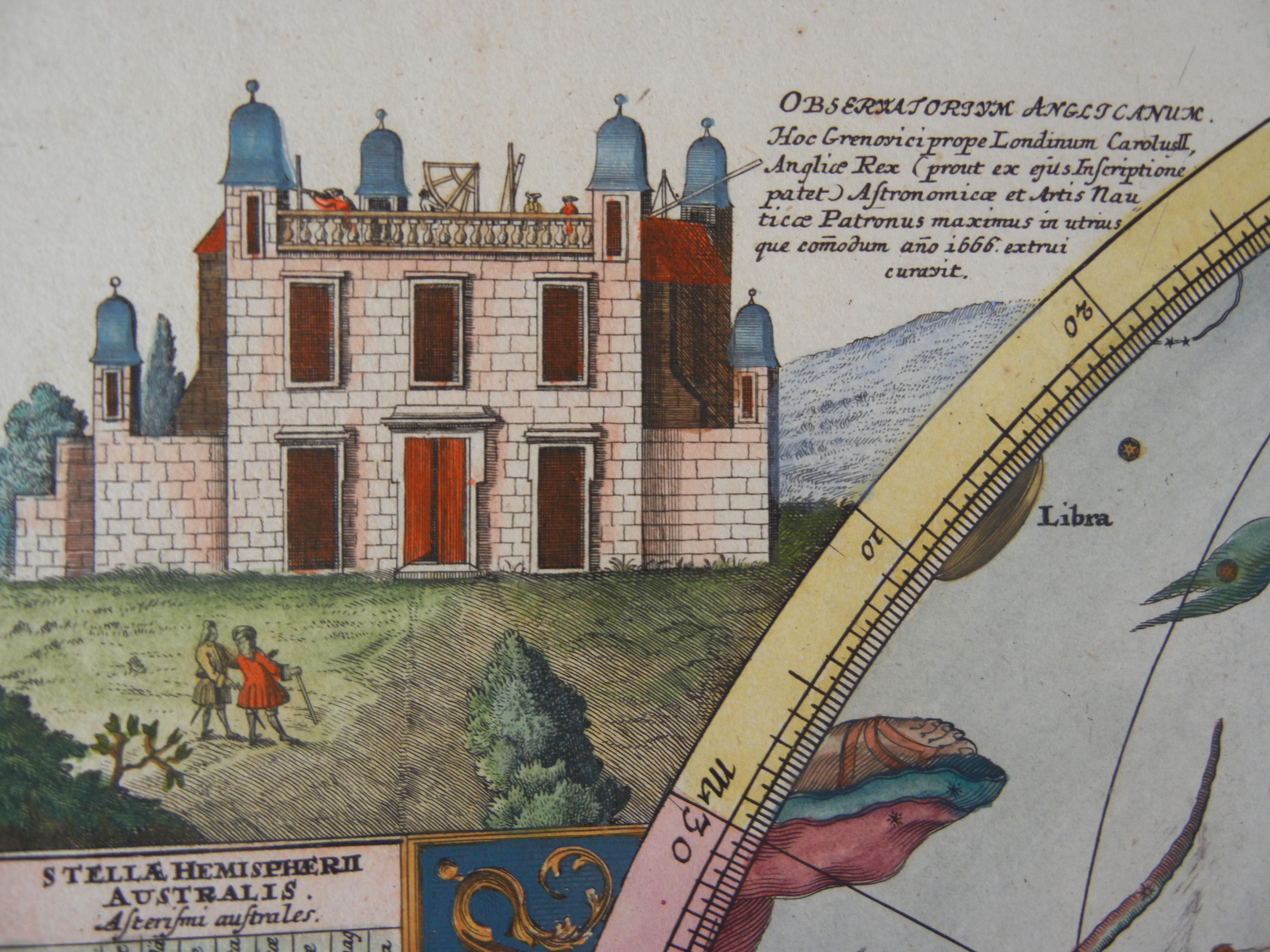
Гринвіцька обсерваторія (лат. «Observatorium Anglicanum Hoc Grenovici prope Londinum»), як показано на карті південної небесної півкулі Йоганна Габріеля Доппельмайра близько 1730 року.

З часів правління Вільгельма I на цій землі були значні будівництва. Гринвіцький палац, на місці сучасного Морського музею, був місцем народження Генріха VIII та його дочок Марії I та Єлизавети I. Тюдори використовували Гринвіцький замок, який стояв на вершині пагорба, і який зараз займає обсерваторія, як мисливський будиночок. Гринвіцький замок був улюбленим місцем для проживання коханок Генріха VIII, щоб він міг легко виїхати з палацу для побачення з ними.

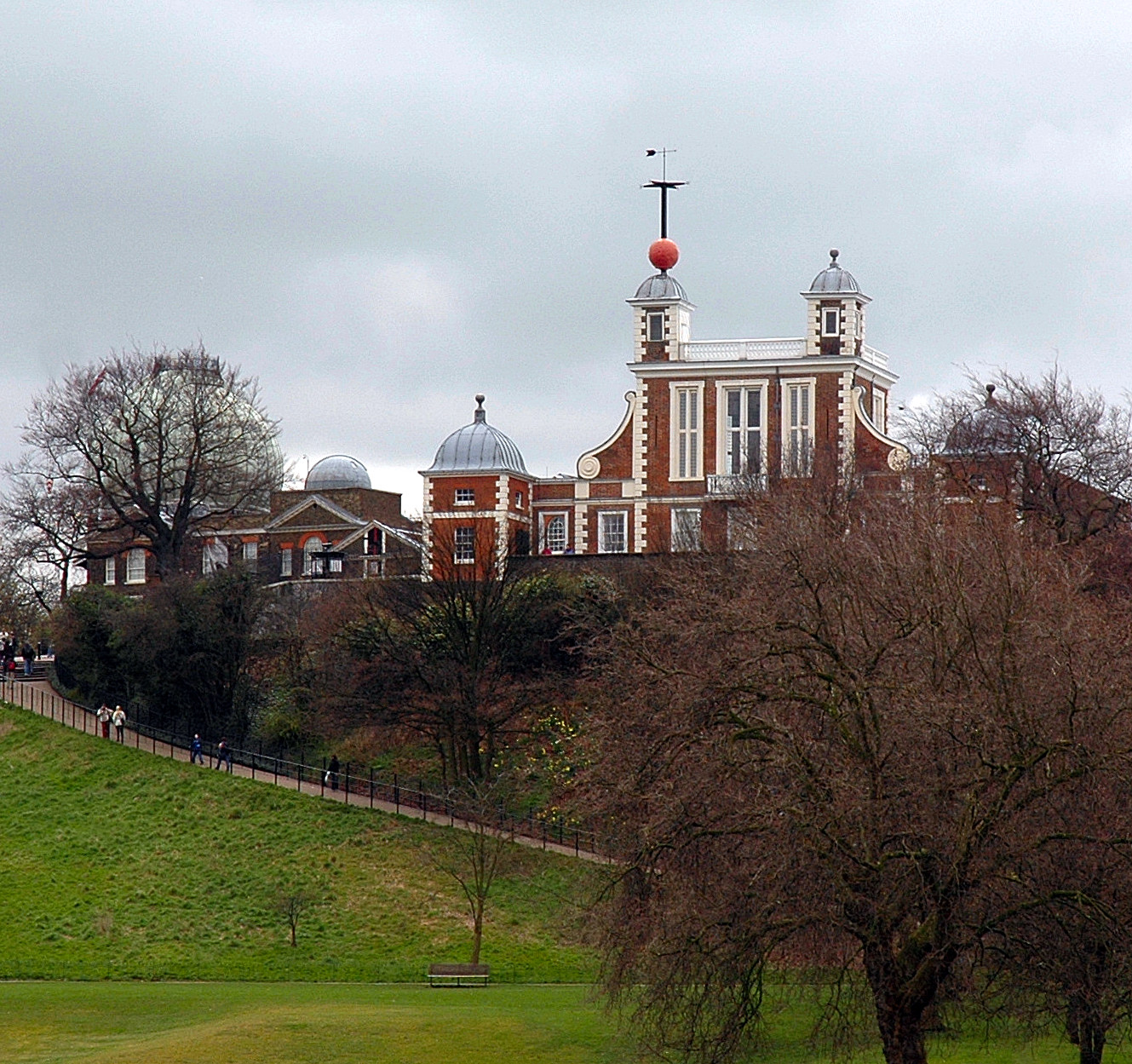
Королівська обсерваторія, Гринвіч

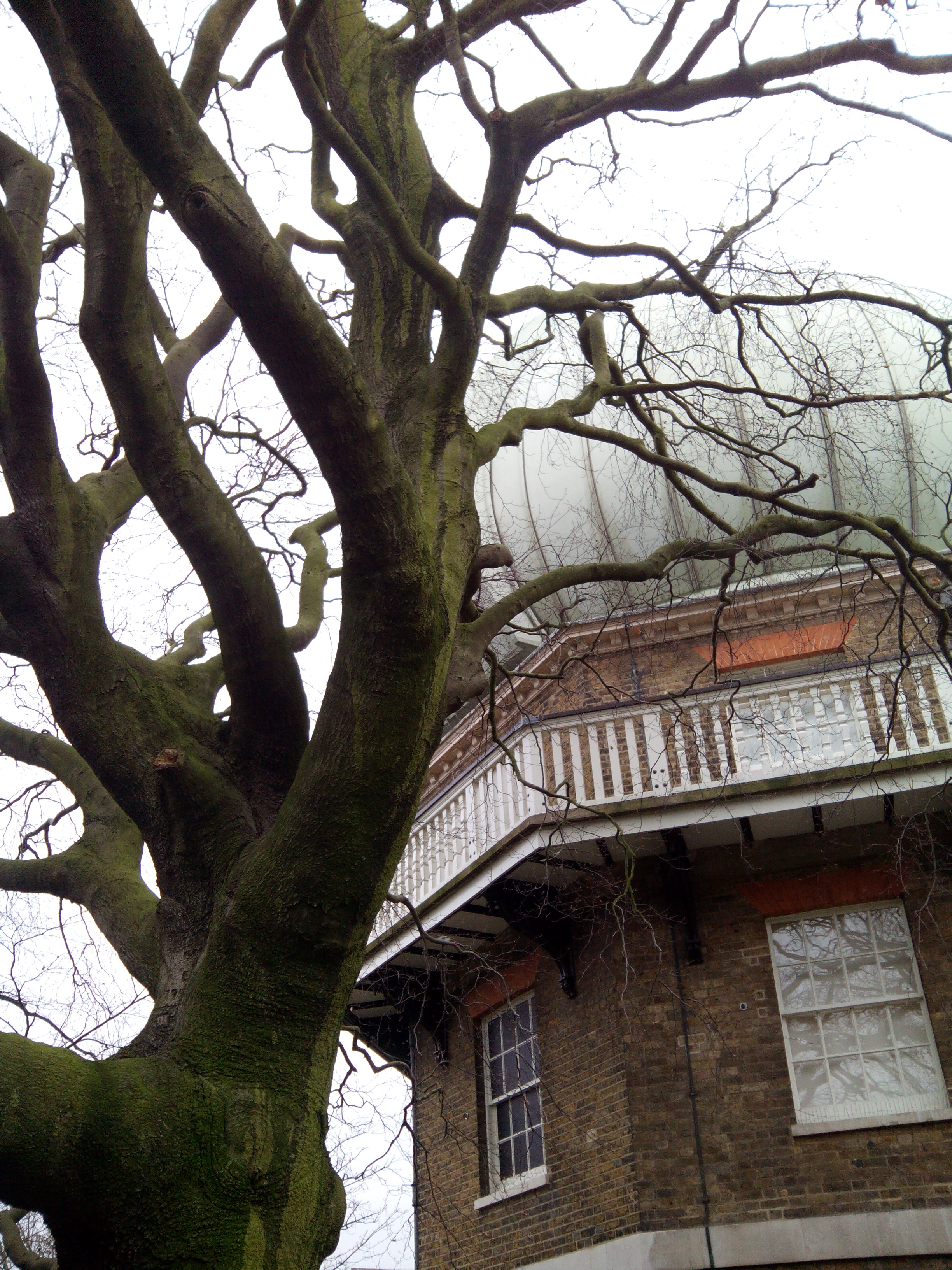
Купол Гринвічського 28-дюймового телескопа-рефрактора та дерево

Створення Королівської обсерваторії було запропоновано в 1674 році сером Джонасом Муром, який, як генеральний геодезист, переконав короля Карла II створити обсерваторію, а Джона Флемстіда призначили її директором. Відповідальність за будівництво обсерваторії було покладено на Управління боєприпасів, а Мур надав основні інструменти та обладнання для обсерваторії за власний кошт. Flamsteed House — оригінальна частина обсерваторії, яку спроєктував сер Крістофер Рен, ймовірно, за сприяння Роберта Гука, і яка була першою спеціально побудованою науково-дослідною установою в Британії. Її вартість склала 520 фунтів стерлінгів (перевищивши бюджет на 20 фунтів стерлінгів) і її побудували із переважно повторно використаних будівельних матеріалів на фундаменті вежі герцога Хамфрі, попередника Гринвіцького замку. Це призвело до того, що орієнтація була зміщена на 13 градусів від справжньої півночі, що засмутило Флемстіда.
Мур пожертвував два годинники, виготовлені Томасом Томпіоном, які були заввишки в 20 футів і встановлені в Восьмикутовій Кімнаті (головній кімната будівлі). Годинники були незвичної конструкції, кожен з маятників мав довжину 13 футів (3,96 метра), був встановлений над циферблатом. Така конструкція давала період коливань маятника у чотири секунди та неперевершену на той час точність (похибка складала сім секунд за добу).
У оригінальній обсерваторії проживали королівський астроном, його помічник і його сім'я, а також розміщувалися наукові інструменти, які використовував Флемстід у своїй роботі над зоряними каталогами. Згодом установа стала відомішою завдяки своїм зв'язкам із довгостроковими урядовими радами (Комісія боєприпасів та "Комісія довготи") та нагляду з боку Ради відвідувачів, заснованої в 1710 році. Рада відвідувачів складається з членів рада Королівського товариства. Наприкінці 18-го століття робота обсерваторії включала додаткові обов'язки, такі як публікація Морського альманаху, консультування уряду з технічних питань, службою точного часу, проведення метеорологічних і магнітних спостережень, проведення астрофотографії та спектроскопії. Як наслідок, територія та кількість персоналу з часом збільшувалися.

### Сферична астрономія та зоряні карти

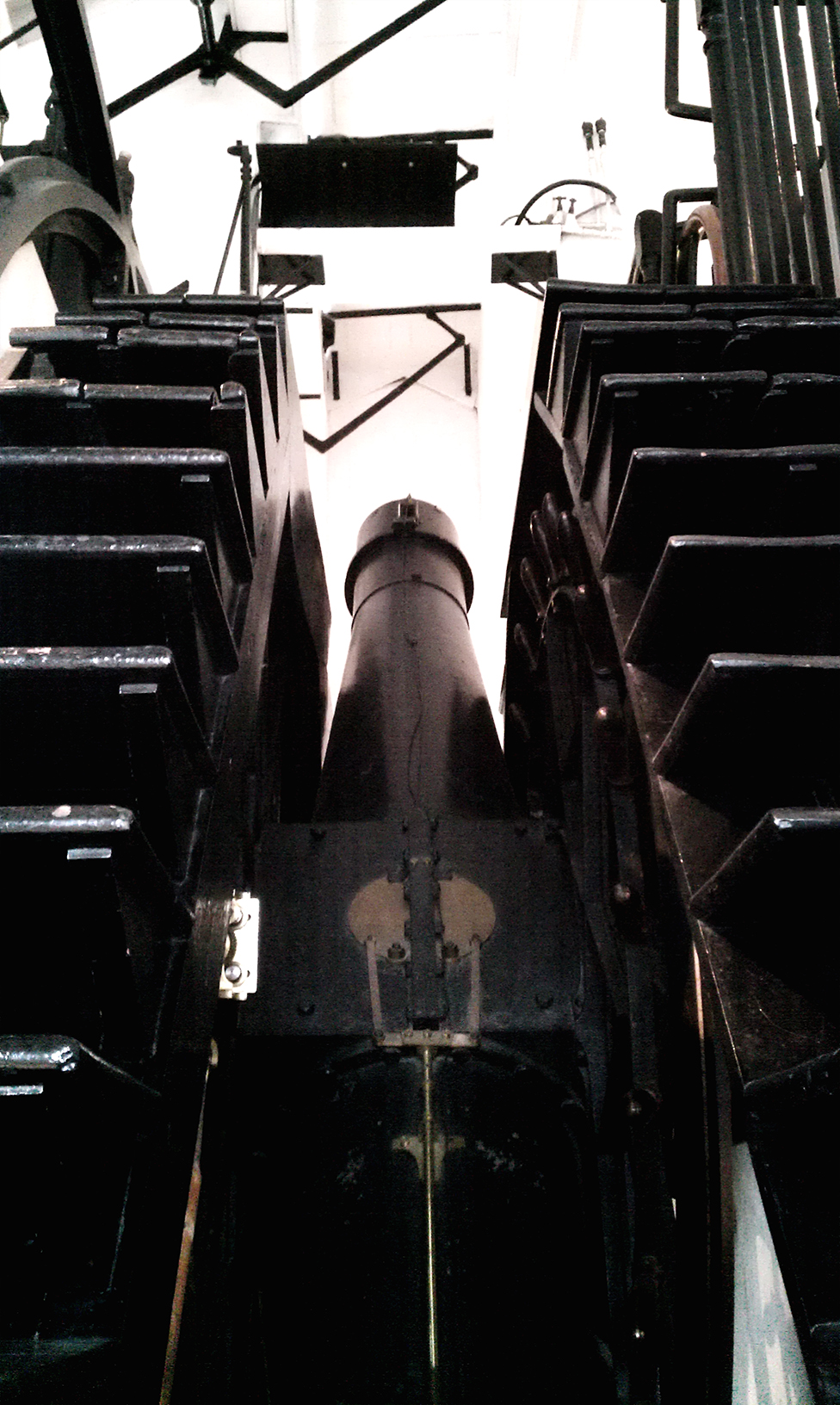
Транзитне коло Ейрі, яке використовувалося більше століття (1851—1953) як точка відліку при картографуванні небес і визначенні часу, що заслужило епітет «центр часу і простору».

Коли обсерваторія була заснована в 1675 році, одним із найкращих зоряних каталогів був каталог Тихо Браге 1598 року, що складався з 1000 зір. Однак цей каталог був недостатньо точним для визначення довгот. Одним із перших завдань Флемстіда було створення точніших карт, придатних для цієї задачі.
Одна з відомих карт, створених у Гринвічі, була створена королівським астрономом Джеймсом Бредлі, який між 1750 і 1762 роками каталогізував шістдесят тисяч зірок. Завдяки високій точності каталоги Бредлі використовувалися навіть у 1940-х роках. Бредлі був третім королівським астрономом, він був призначений на посаду в 1742 році.
На початку 19-го століття основними пристроями визначення координат були інструмент Troughton Transit і круг на фресках, але після того, як Джордж Бідделл Ейрі обійняв посаду Королівського астронома в 1835 році, він почав втілювати в життя план виготовлення і отримання кращих інструментів для Гринвічської обсерваторії.
Сферична астрономія була однією з основних функцій Гринвіча для Адміралтейства. Астроном Роял Ейрі був прихильником цього, і інструмент транзитного кола, який він встановив у 1851 році, використовувався протягом століття для сферичної астрономії. Одним з труднощів є врахування заломлення світла в атмосфері Землі. Джерела похибок включають точність приладів, необхідність враховувати прецесію, нутацію та аберацію. Джерела похибок в приладі повинні бути відстежені та враховані для отримання точніших результатів.
Транзитне коло робить два вимірювання; разом із годинником, час проходження зорею певної точки на небі під час обертання Землі та вертикальний кут розташування зорі. Прилад можна використовувати для розрахунку розташування зір або навпаки, допомогою якісної зоряної карти, точного часу в місці розташування приладу.

### Транзит Меркурія, 1832 рік
Шукбурзький телескоп Королівської обсерваторії в Лондоні був використаний для спостереження проходження Меркурія в 1832 році. Пітер Доллонд оснастив його філярним мікрометром, який використовувався для створення зображення, яке було видно через маленький рефрактор. Завдяки спостереженню за транзитом у поєднанні з визначенням часу та проведенням розрахунків було визначено діаметр планети. Вони також повідомили про дивовижні оптичні ефекти, які вони порівнюють із натисканням монети на Сонце. Спостерігач зауважив: 
«Пізніше я помітив, що відразу навколо планети з'явився темний відтінок, через що вона виглядала так, ніби вона трохи занурилася під поверхню Сонця.» 

— Royal Astronomical Society, Vol II, No. 13

### Гринвіцький меридіан

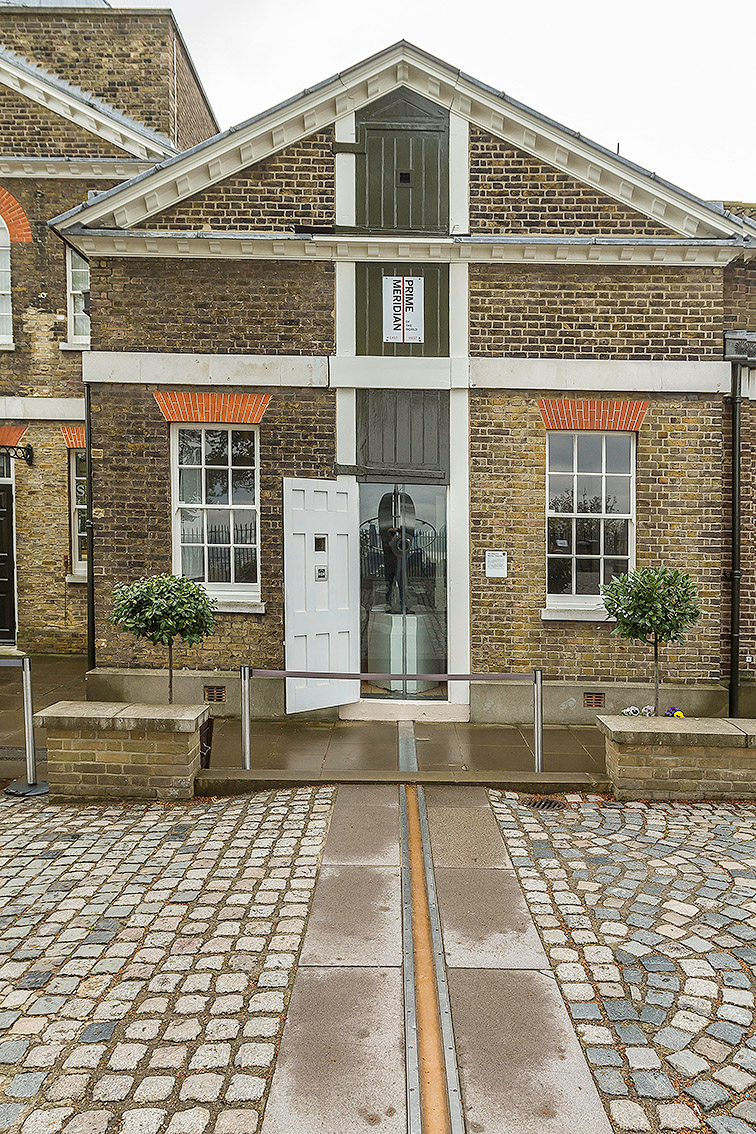
Будівля, де знаходиться початок Гринвіцького нульового меридіана

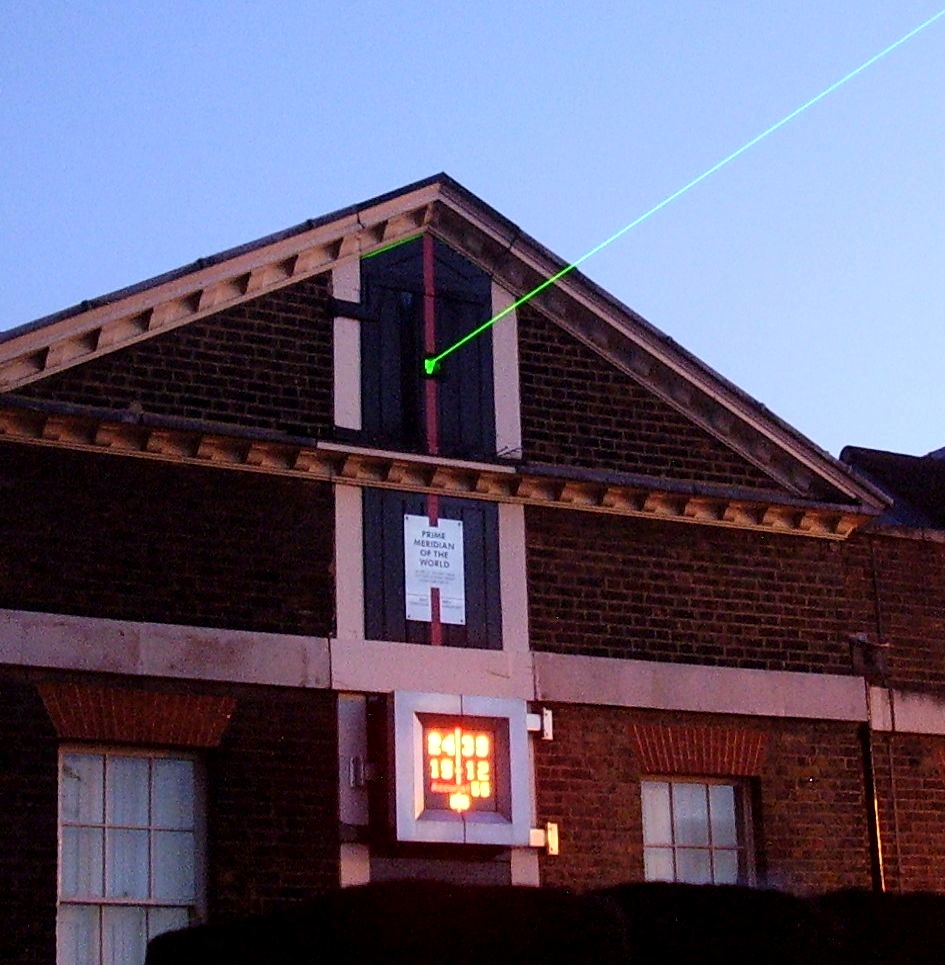
Лазер, спроєктований з обсерваторії, позначає лінію початкового меридіана

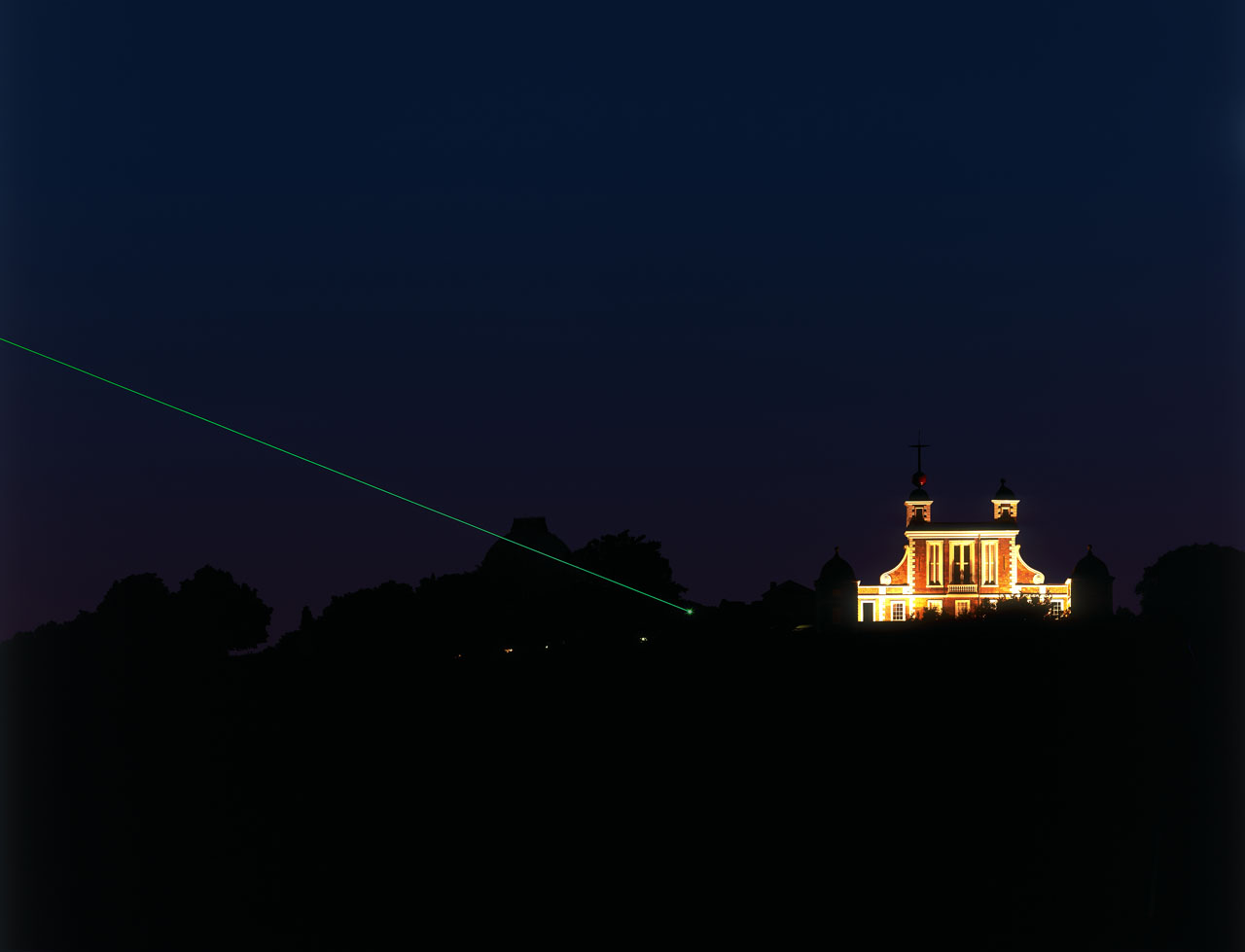
Лазер вночі

Британські астрономи вже давно використовують Королівську обсерваторію як точку відліку для вимірювань. Через будівлю проходили чотири окремі меридіани, визначені різними інструментами в різний час. Точка відліку довготи, меридіан, який проходить через транзитне коло Ейрі, вперше використаний у 1851 році, був прийнятий як головний меридіан світу на Міжнародній конференції меридіанів у Вашингтоні, округ Колумбія, 22 жовтня 1884 року (голосування відбулося 13 жовтня). Згодом країни в усьому світі почали використовувати його як свій стандарт для картографування та вимірювання часу. Початковий меридіан був позначений латунною смугою (пізніше заміненою смугою з нержавіючої сталі) у внутрішньому дворику обсерваторії, коли будівлі стали музеєм у 1960 році, а з 16 грудня 1999 року він позначається потужним зеленим лазером, що світить на північ у лондонське нічне небо.
З часів першої тріангуляції Великої Британії в період 1783—1853 рр. карти Ordnance Survey базувалися на попередній версії Гринвіцького меридіана, визначеного транзитним інструментом Джеймса Бредлі. Коли коло Ейрі (розташоване в 5,79 м на схід) стало еталоном для меридіана, різниця в результаті заміни вважалася достатньо малою, щоб нею можна було знехтувати. Коли між 1936 і 1962 роками була проведена нова тріангуляція, вчені визначили, що в системі Ordnance Survey довгота міжнародного Гринвіцького меридіана була не 0°, а 0°00'00.417" (приблизно 8 метрів на схід). Окрім зміни опорної лінії, недосконалість геодезичної системи додала ще одну невідповідність до визначення нуль-пункту, тому сама лінія Бредлі зараз знаходиться на 0°00'00.12" на схід від нульового меридіана артилерійського знімання (приблизно в 2,3 м).
Цей старий астрономічний початковий меридіан було замінено точнішим початковим меридіаном. Коли Гринвіч був активною обсерваторією, географічні координати відносили до місцевого сплюснутого сфероїда, який називався геоїдом, поверхня якого з високою точністю відповідала місцевому середньому рівню моря. У всьому світі використовувалося кілька відліків, усі з яких використовували різні сфероїди, оскільки середній рівень моря в усьому світі коливається на 100 метрів. Сучасні геодезичні системи відліку, такі як Всесвітня геодезична система та Міжнародна наземна система відліку, використовують один сплюснутий сфероїд, прикріплений до центру тяжіння Землі. Перехід від кількох локальних сфероїдів до одного всесвітнього сфероїда спричинив зміщення всіх географічних координат на значну відстань, іноді навіть на кілька сотень метрів. Початковий меридіан цих сучасних систем відліку, який називається опорним меридіаном IERS (міжнародна служба обертання Землі та систем відліку) (коротко називається IRM), знаходиться на відстані 102,5 метрів на схід від Гринвіцького астрономічного меридіана, представленого смугою з нержавіючої сталі, що зараз становить 5,31 кутові секунди (на захід). Сучасне місце розташування Airy Transit 51°28′40.1″ пн. ш. 0°0′5.3″ зх. д. / 51.477806° пн. ш. 0.001472° зх. д., оскільки IRM зараз знаходиться на 0 градусах довготи.
Міжнародний час з кінця 19 століття до UT1 базувався на рівняннях Саймона Ньюкомба, що давало середнє значення сонця приблизно на 0,18 секунди позаду UT1 (еквівалент 2,7 кутових секунд) станом на 2013 рік; у 2013 році він збігся з меридіаном на півдорозі між колом Ейрі та джерелом IERS :51°28′40.1247″ пн. ш. 0°0′2.61″ зх. д. / 51.477812417° пн. ш. 0.0007250° зх. д..

### Час за Гринвічем

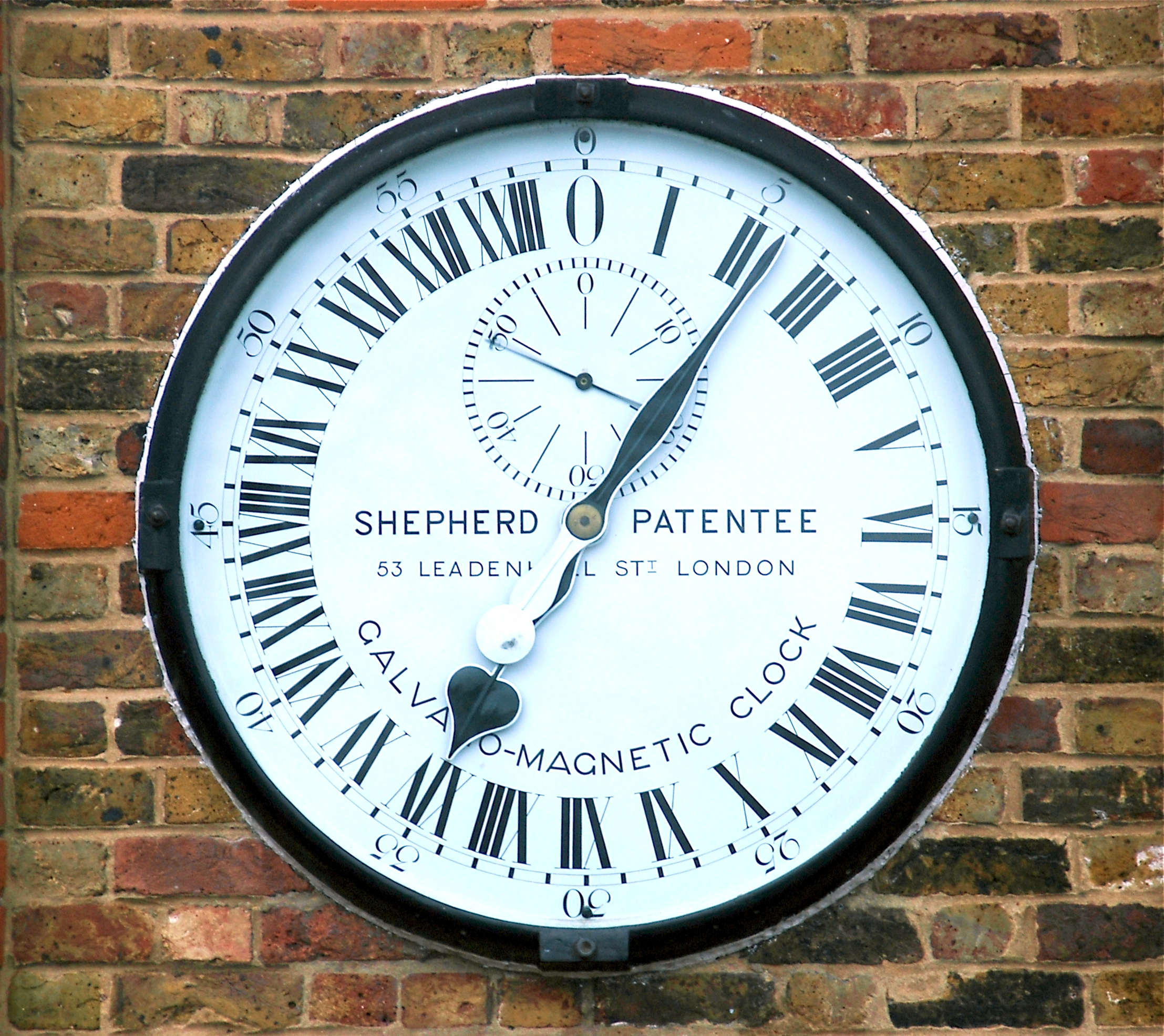
Годинник Shepherd Gate в Королівській Гринвічській обсерваторії

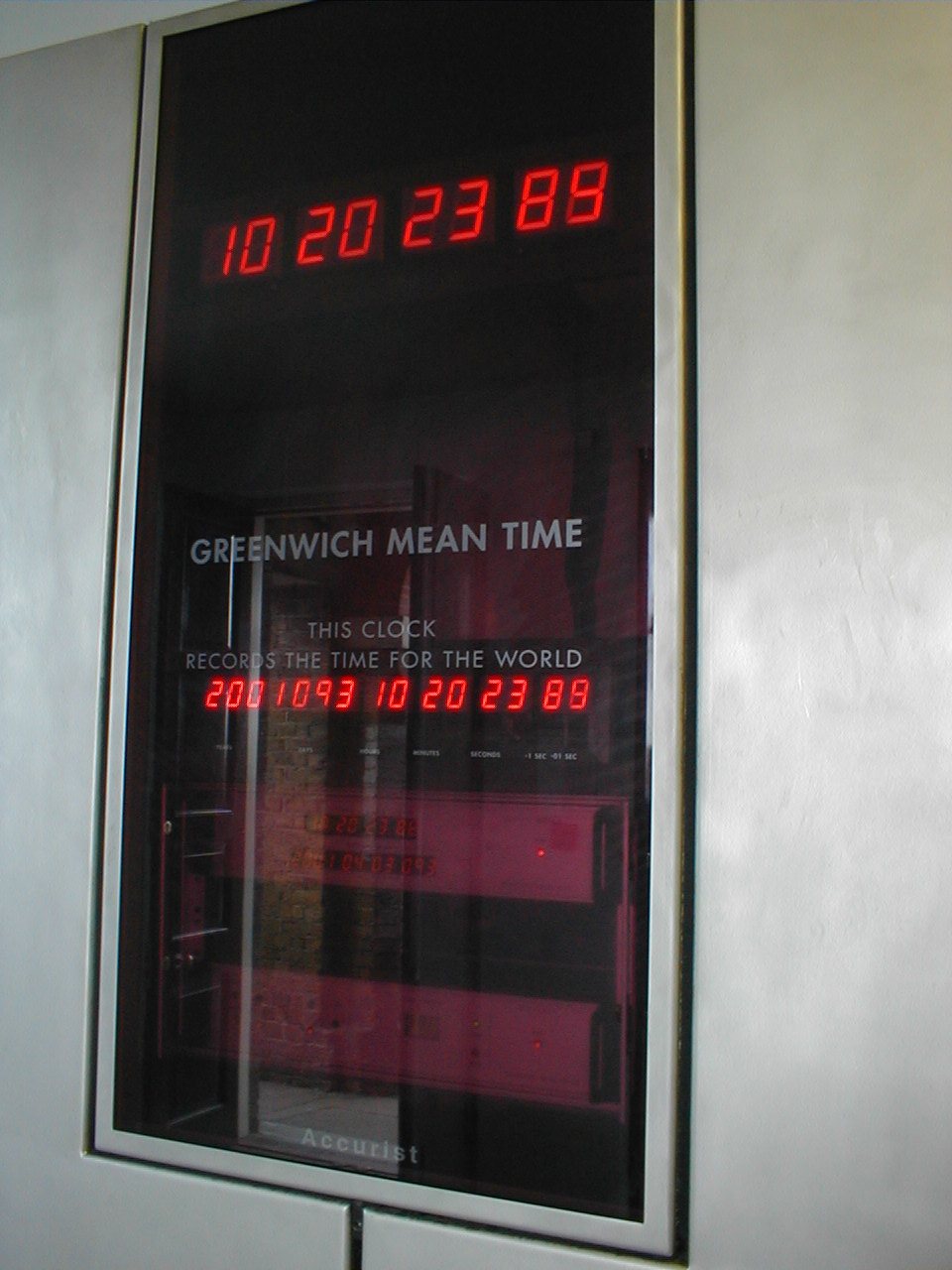
Один із надточних хронометрів обсерваторії.

Основна статя: Середній час за Гринвічем
Середній час за Гринвічем (GMT) до 1954 року базувався на спостереженнях за небом, зроблених у Гринвічі, а пізніше на спостереженнях, зроблених в інших обсерваторіях. GMT було офіційно перейменовано на всесвітній час у 1935 році, але його все ще часто називають GMT, хоча вони не ідентичні. Тепер він розраховується на основі спостережень позагалактичних радіоджерел.
Ключовим інструментом для визначення часу було транзитне коло Ейрі, яке використовувалося переважно з 1851 по 1938 рік. Згідно з RMG, у 1884 році було домовлено, що «меридіанна лінія, позначена перехрестям в окулярі Airy Transit Circle, вказуватиме 0° довготи та початок Всесвітнього дня». Час визначається шляхом фіксування моменту часу, коли зоря з відомими координатами пройде через точку націлювання телескопа. Також цей тип інструменту використовувався навпаки - для створення зоряних карт.
Зорі, положення яких було відомо достатньо точно для використання для визначення часу, називали «зорями-годинниками».

### Гринвіцький час

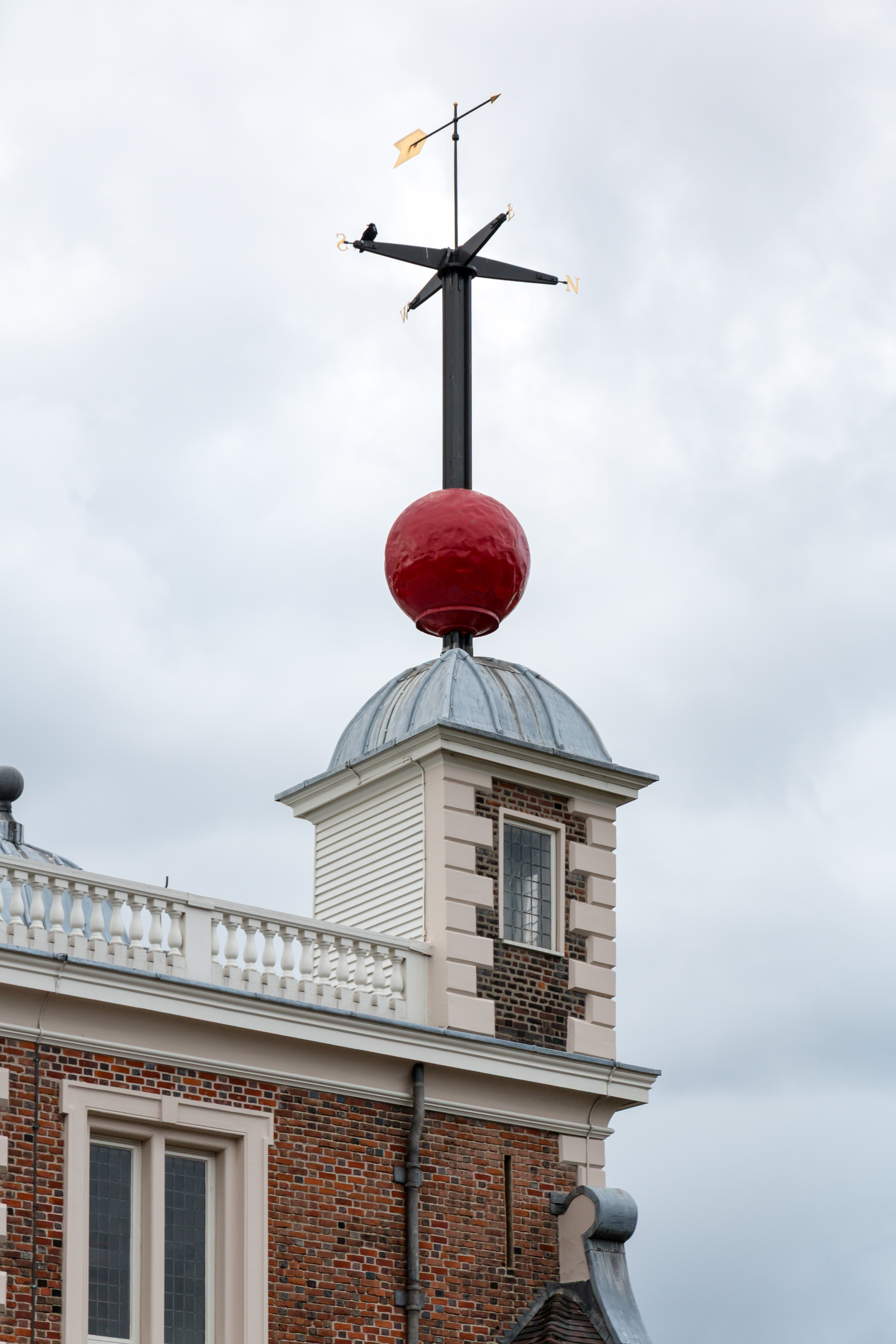
Часова куля — це червона куля на стовпі — коли вона падає, сигналізується певний час. Це дозволяло налаштовувати годинники здалеку з великою точністю, зокрема хронометри кораблів на річці Темза перед їх плаванням. Обсерваторія спочатку визначала час за зоряними спостереженнями.

Червона часокуля в Гринвічі була встановлена в 1833 році і вважається громадським сигналом часу. Часова куля в наш час зазвичай знаходиться в опущеному положенні. Починаючи з 12:55 вечора, куля починає підніматися, потім о 12:58 досягає вершини; на 1 вечора вона падає.
Щоб допомогти морякам у порту та іншим користувачам у зоні прямої видимості обсерваторії синхронізувати свої годинники з GMT, астроном Роял Джон Понд в 1833 році встановив дуже помітну часокулю, яка падає точно о першій годині дня (13:00) щодня на вершині обсерваторії. Спочатку її скидував оператор; з 1852 року вона опускався автоматично за допомогою електричного імпульсу від годинника Shepherd Master Clock. Куля все ще кидається щодня о 13:00 (GMT взимку, BST влітку).
Оригінальна система часової кулі була створена сером Модслаєм і Філдом і коштувала 180 фунтів. Куля діаметром п'ять футів був виготовлений з дерева та шкіри. У оригінальній системі кулю піднімали за допомогою мотузки з восьмикутної кімнати, а вгорі була застібка, щоб утримувати її. Потім це можна було запустити вручну, спостерігаючи за часом на астрономічному місячному годиннику, який регулювався відповідно до середнього сонячного часу.
Момент скидання кулі був сигналом точного часу тої епохи. Використовуючи його, моряки та годинникарі могли отримати точний час, дивлячись на нього здалеку. Падіння кулі за можливості повторювалося о другій годині дня.
Причина, чому було обрано саме 1 годину дня, а не 12:00, полягала в тому, що саме в цей час астрономи в обсерваторії були зайняті реєстрацією моменту, коли Сонце перетинає меридіан. У рідкісних випадках, коли кулю могло заклинити через обмерзання чи сніг, і якщо вітер був надто сильним, її не опускали. 1852 року було встановлено можливість розповсюдження сигналу точного часу також по телеграфних проводах. Часова куля була надзвичайно популярний серед громадськості, хронометристів, залізничників, мореплавців, тому була подана петиція про встановлення іншої часокулі у Саутгемптоні.

### 1890-ті роки

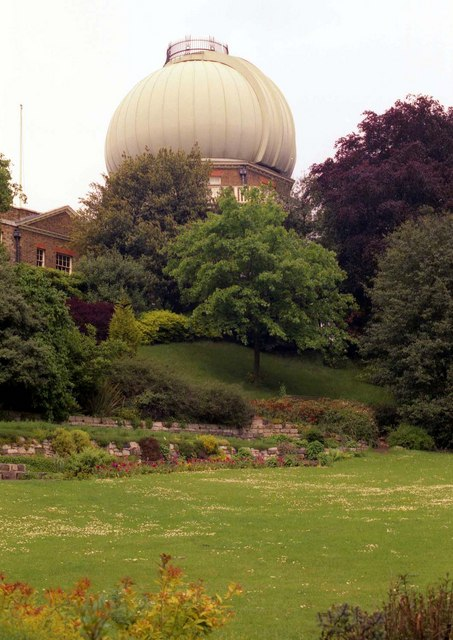
Купол Великої екваторіальної будівлі з видом на Гринвічський парк.

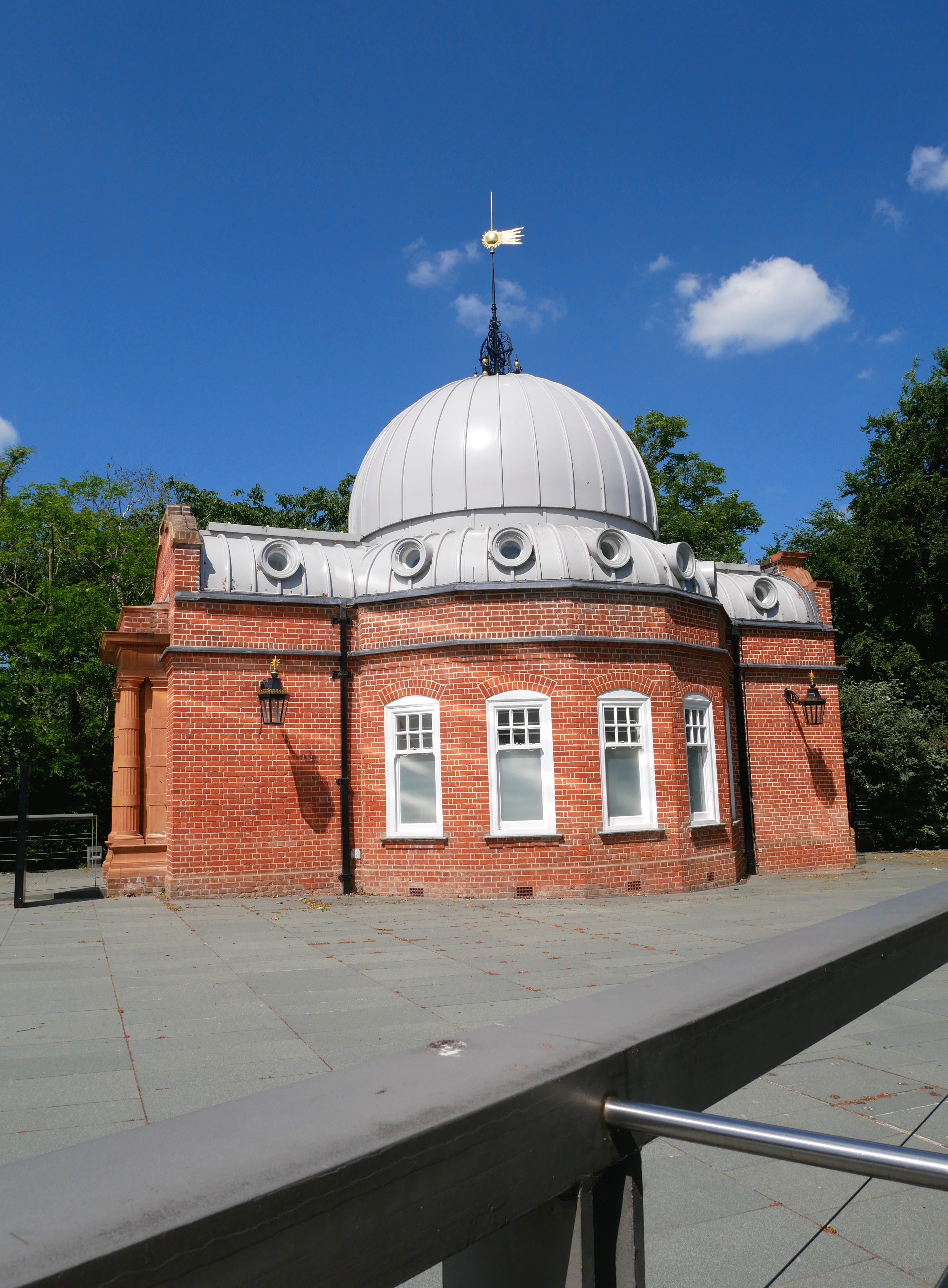
Вигляд павільйону Альтазимут у 21 столітті.

1890-ті роки ознаменувалися додаванням нового більшого рефрактора, 28-дюймового Грабба у Великому екваторіальному куполі. Оскільки новий телескоп був довший за старий Великий рефрактор, новий купол мав бути більшим; таким чином був створений знаменитий «цибулевий купол», який розширюється за діаметр башти. До трисотріччя обсерваторії його замінили куполом зі скловолокна ; стару версію з пап'є-маше та заліза зняли.
Телескоп був встановлений у 1893 році зі скляною дублетною лінзою діаметром 28 дюймів, виготовленою Граббом із скла Chance of Birmingham. Новий купол був зроблений Т. Куком і синами.  Це замінило менший купол у формі барабана.
Двофутовий рефлектор Лассела був відомим металевим дзеркальним телескопом, який використовувався для відкриття супутників Тритона та Гіперіона. Він був подарований обсерваторії в 1880-х роках, але був знятий в 1890-х роках.
У 1890-х роках також відбулося будівництво павільйону Альтазимут, завершеного в 1896 році за проєктом Вільяма Кріспа. 1898 року був створено приміщення для розміщення чутливих магнітних інструментів, роботі яких заважало залізо в конструкції головної будівлі.
15 лютого 1894 року обсерваторія зазнала спроби підриву. Можливо, це був перший «міжнародний терористичний» інцидент у Великій Британії. Бомба здетонувала, коли її тримав 26-річний французький анархіст Мартіаль Бурден у Гринвіч-парку, біля будівлі обсерваторії. Бурден помер приблизно через 30 хвилин. Невідомо, чи він обрав своєю ціллю саме обсерваторію, чи планувалося здетонувати пристій в іншому місці. Автор романів Джозеф Конрад використав цей випадок у своєму романі «Таємний агент» 1907 року.

### Початок 20 сторіччя

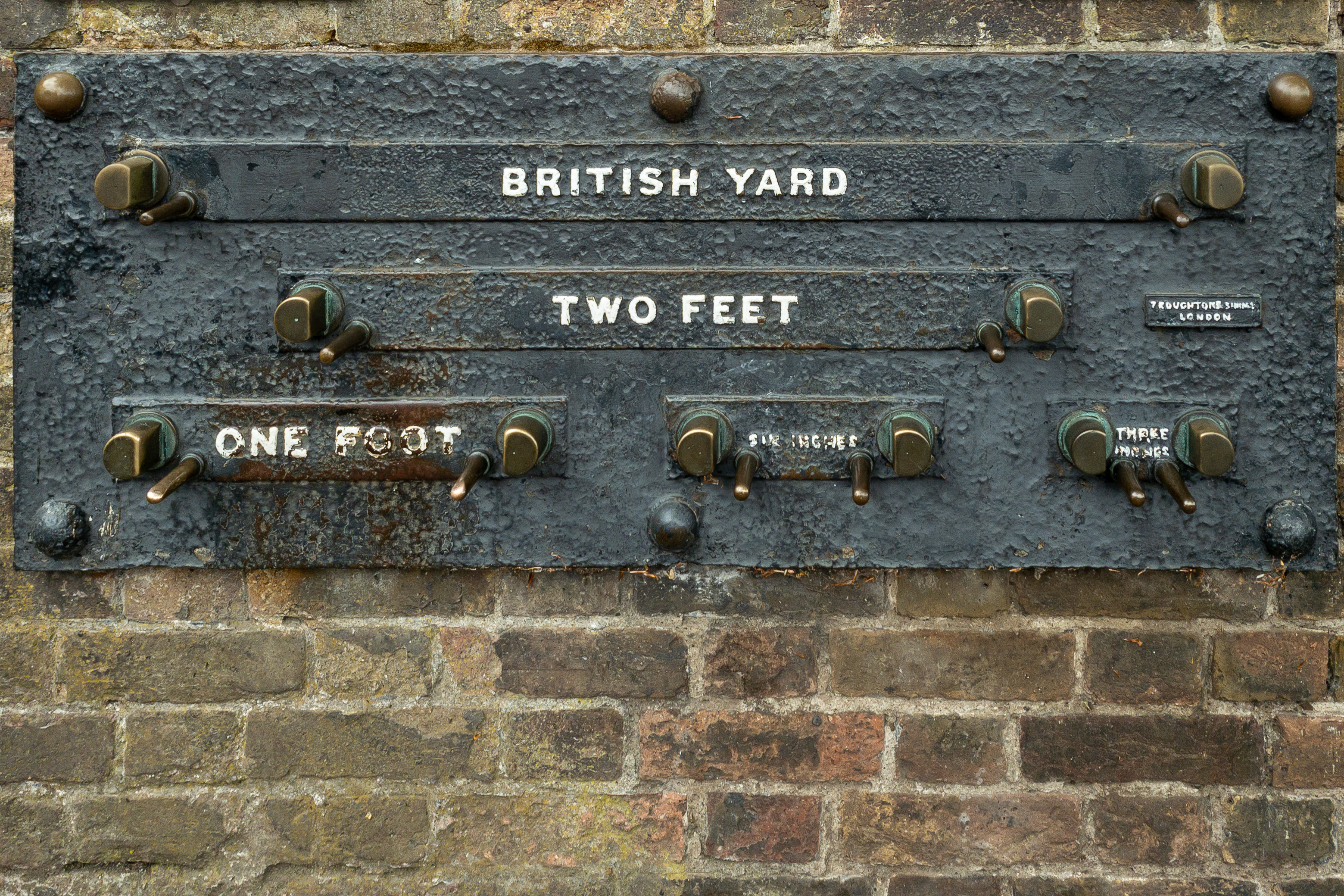
Стандартна довжина на стіні Королівської обсерваторії, Гринвіч, Лондон — 1 ярд (3 фути), 2 фути, 1 фут, 6 дюймів (1/2 фута) і 3 дюйми. Відділення внутрішніх поверхонь міток є точним при температурі навколишнього середовища 60 °F і стрижень правильного розміру, що спирається на шпильки, щільно прилягатиме між ними.

Більшу частину двадцятого століття штат Королівської Гринвіцької обсерваторії не знаходився в Гринвічі, тому що вони були переміщені до Херстмонсо в Сассексі в 1957 році. Востаннє всі відділи перебували в Гринвічі в 1924 році: того року електрифікація залізниць вплинула на показання магнітного та метеорологічного відділів, і Магнітна обсерваторія переїхала до Абінгера в графстві Суррей. До цього обсерваторія була змушена наполягати на тому, що електричні трамваї поблизу не можуть використовувати зворотне заземлення для тягового струму.
Після початку Другої світової війни в 1939 році багато департаментів було тимчасово евакуйовано поза зоною дії німецьких бомбардувальників до Абінгера, Бредфорда на Ейвоні, Брістоля і Бата, а наукова робота у Гринвічі була зведена до мінімуму.
15 жовтня 1940 року, під час бліц-бомбардування, Дворові ворота були зруйновані прямим попаданням бомби. Стіна над брамним годинником обвалилася, циферблат годинника був пошкоджений. Після війни пошкодження було відновлено.

### Королівська обсерваторія в Херстмонсо

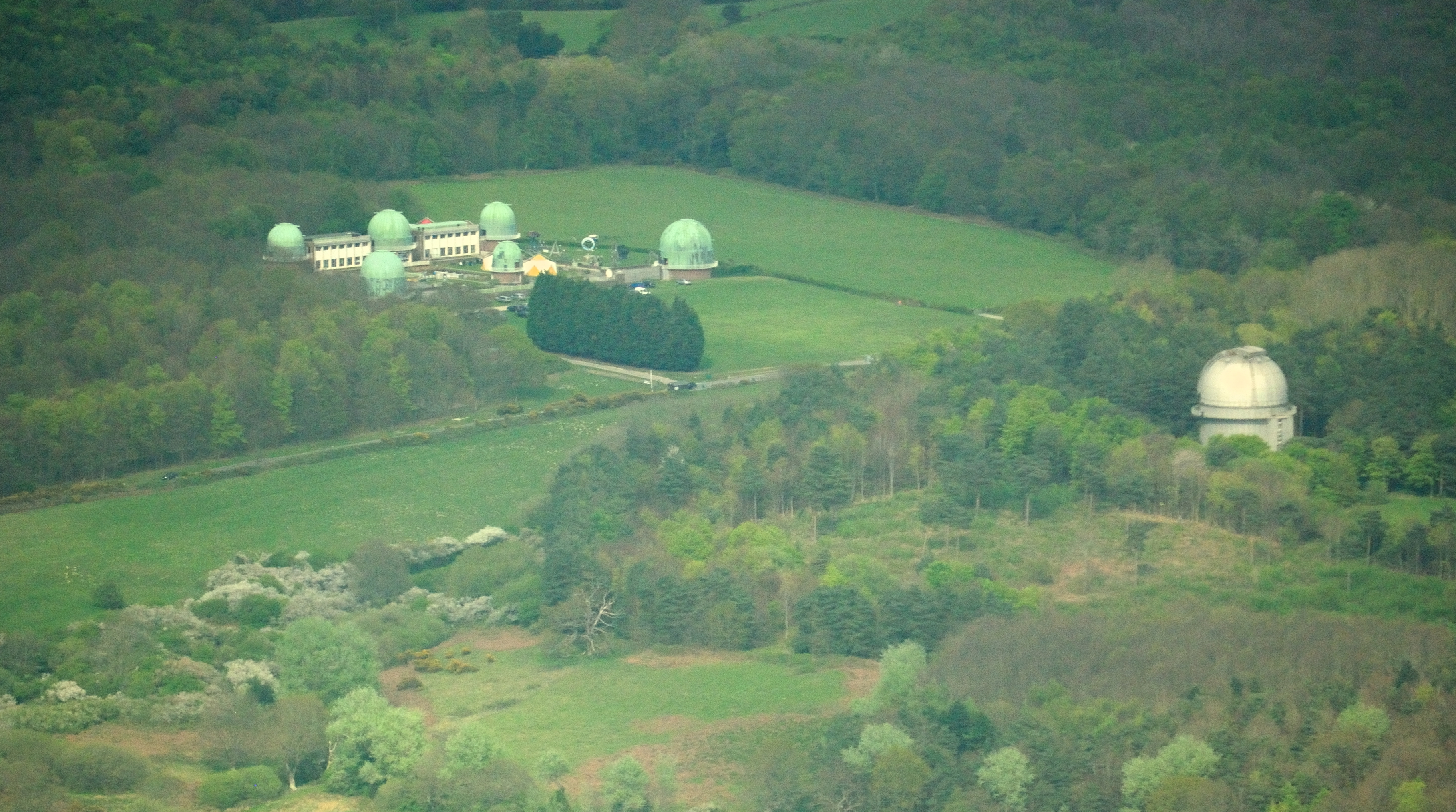
Пташиний вид на Королівську Гринвічську обсерваторію, місце Херстмонсо в Східному Суссексі; купол, у якому раніше розміщувався телескоп Ісаака Ньютона, є єдиним куполом праворуч. Телескоп був перевезений до Ла-Пальма на Канарських островах у 1979 році.

Після Другої світової війни, в 1947 році, було ухвалено рішення перенести Королівську обсерваторію в замок Герстмонсо і 320 прилеглих акрів (1,3 км 2), 70 км на південь-південний схід від Гринвіча біля Хейлшема в Східному Суссексі. Окрім перелічених вище причин, що ускладнювали роботу, вказувалося також світлове забруднення від Лондона. Обсерваторія була офіційно знана як Королівська Гринвіцька обсерваторія, Херстмонсо. Хоча королівський астроном Гарольд Спенсер Джонс переїхав до замку в 1948 році, науковий персонал не переїжджав до завершення будівництва обсерваторії в 1957 році. Незабаром після цього інші раніше розрізнені відділи були реінтегровані в Herstmonceux. Серед них - Офіс морського альманаху, відділ хронометрів, бібліотека та обладнання для спостереження.
Найбільший телескоп у Гринвічі на той час, 36-дюймовий рефлектор телескопа Yapp, був перевезений до Герстмонсо в 1958 році. Там він був реконструйований у куполі B. Він використовувався для астрономії в 1960-х, 1970-х і 1980-х роках. Його залишили в Херстмонсо в 1990 році під куполом, коли організація знову переїхала.
Трьохсотріччя сера Ісаака Ньютона минуло під час Другої світової війни, що затримало урочистості. Однією з ініціатив було побудувати «великий кращий» телескоп на честь знаменитого винахідника телескопа Ньютона. Близько двох десятиліть розробок призвели до введення в експлуатацію телескопа Ісаака Ньютона в Херстмонсо. Він виявився настільки успішним, що часту похмуру погоду в регіоні стали вважати перепоною для реалізації його повного потенціалу, і було розроблено плани перенести його на вищу точку з більш сприятливими погодними умовами.
1 грудня 1967 року королева Єлизавета II урочисто відкрила телескоп Ісаака Ньютона Королівської Гринвіцької обсерваторії в Херстмонсо. Телескоп був найбільшим за апертурою телескопом на Британських островах. 1979 року його перемістили в обсерваторію Роке-де-лос-Мучачос на Канарських островах Іспанії. 1990 року королівська обсерваторія перемістилася до Кембриджа. У Херстмонсо територія замку стала домом для Міжнародного навчального центру Королівського університету, Кінгстон, Канада, і Наукового центру обсерваторії, яким керує освітня благодійна організація Science Project.

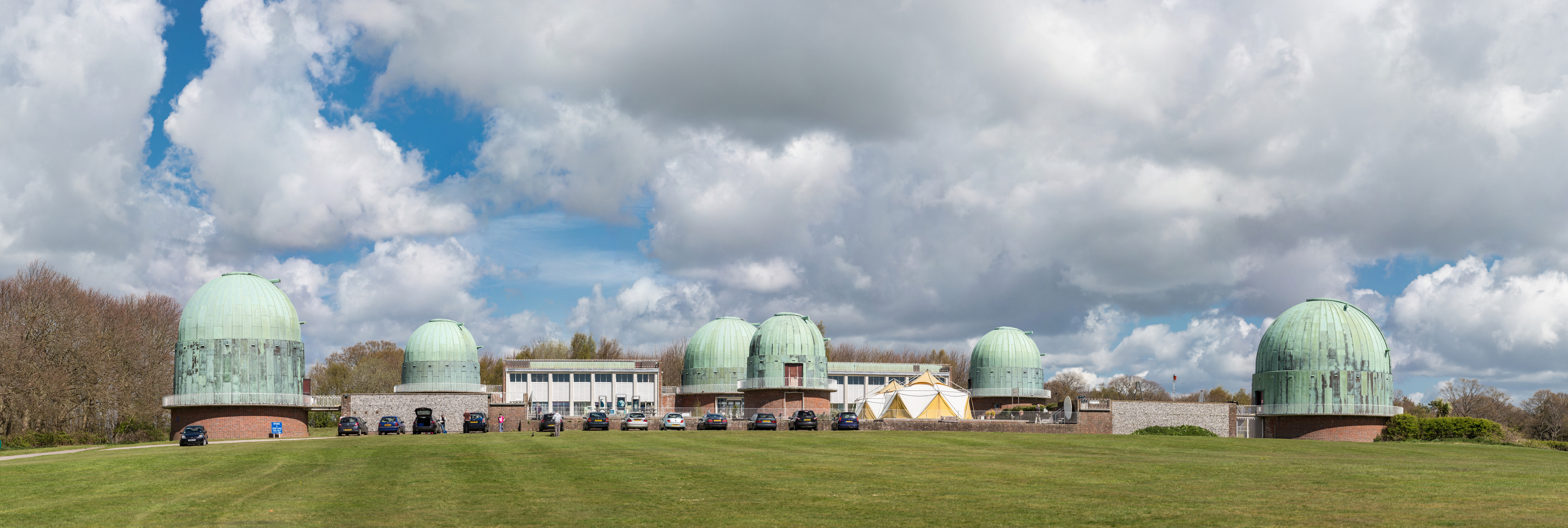
Колишня Королівська Гринвіцька обсерваторія, Герстмонсо, Східний Сассекс.

Науковий центр обсерваторії відкрився у квітні 1995 року. Деякі з телескопів, які залишилися після переїзду, проводять громадські спостереження в рамках діяльності центру. Центр зарекомендував себе як відомий туристичний та освітній атракціон сам по собі, показуючи багато старих предметів обсерваторії як експонати. На початку 21 століття щорічно його відвідували близько 60 000 людей.

### Королівська обсерваторія в Кембриджі

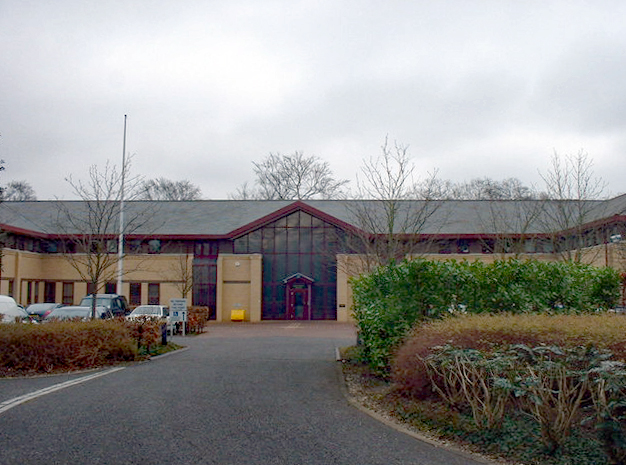
Гринвіч Хаус в Кембриджі

У 1990 році Гринвицька королівська обсерваторія (далі - ГКО) переїхала з Херстмонсо на нове місце в Кембриджі, поруч з Інститутом астрономії університету, де вона займала Greenwich House на північ від Кембриджської обсерваторії. Тепер[коли?] пріоритет діяльності ГКО перемістився від проведення спостережень з Британських островів до надання технічної підтримки, виступаючи в якості провідника між вченими британських університетів і потужними британськими телескопами (такими як телескоп Ісаака Ньютона, англо-голландський Jacobus, Телескоп Каптейна і телескоп Вільяма Гершеля) на Канарських островах і Гаваях.
Після відмови від плану приватизації ГКО та Единбурзької Королівської обсерваторії Рада з досліджень фізики елементарних частинок і астрономії (PPARC), як державний орган, що фінансує ГКО, ухвалила рішення закрити установу та Кембриджський сайт у 1998 році. Коли ГКО було закрито як установу, офіс Морського альманаху перейшов до лабораторії Резерфорда Епплтона (Harwell Science and Innovation Campus, Chilton, Oxfordshire), а інша робота була передана Центру астрономічних технологій Великої Британії в Единбурзі. Старій обсерваторії в Гринвічі повернули свою початкову назву — Королівська обсерваторія, Гринвіч — і вона стала частиною Національного морського музею.
У 2002 році Велика Британія приєдналася до Європейської південної обсерваторії, побудувавши інфрачервоний телескоп VISTA в обсерваторії Паранал. Королівський астроном Мартін Ріс назвав керівництво PPARC «безвідповідальним» за те, як вони поводилися з Королівською обсерваторією.

### Сайт Greenwich повертається до активного використання

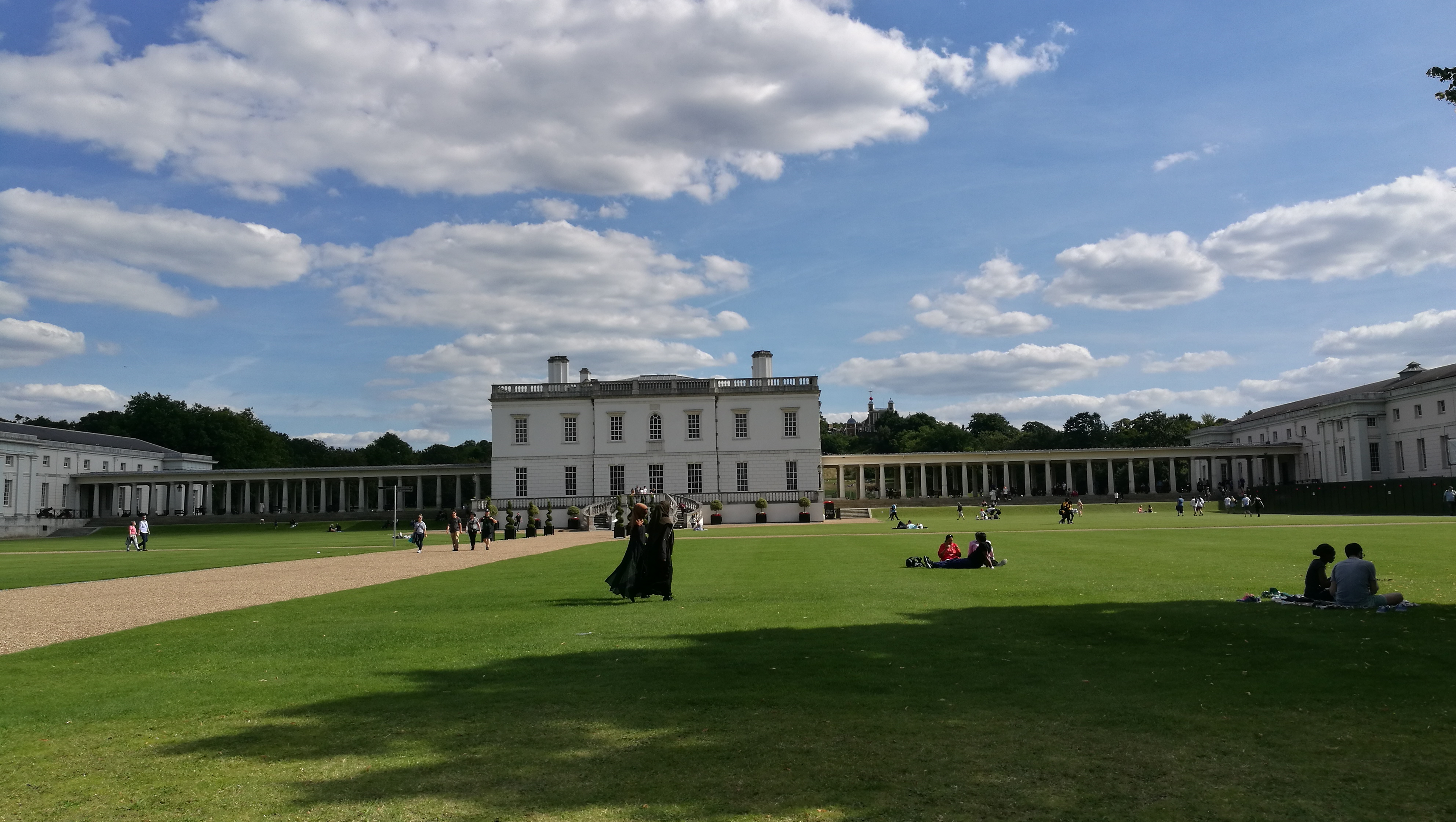
Будинок королеви (у центрі ліворуч) у Гринвічі з Королівською обсерваторією на лінії горизонту позаду, 2017 рік.

У 2018 році астрографічний телескоп Ені Мондер (AMAT) був встановлений у королівський обсерваторії у Гринвічі. AMAT — це кластер із чотирьох окремих інструментів, призначений для астрономічних досліджень. Він отримав перший знімок у червні 2018 року та складається з:.
- 14-дюймового рефлекторя для отримання зображень Сонця, Місяця та планет із високою роздільною здатністю.
- Приладу, призначеного для спостереження за Сонцем.
- Приладу зі змінними фільтрами для перегляду віддалених туманностей на різних оптичних довжинах хвиль.
- Телескоп загального призначення.

Телескопи та роботи на місці, необхідні для їх експлуатації, коштують близько 150 000 фунтів стерлінгів за рахунок грантів, членів музею та меценатів, а також громадських пожертв. Телескоп був встановлений у Альтазимутальному павільйоні, з якого багатоцільовий телескоп керується комп'ютерною системою.

## Магнітні спостереження

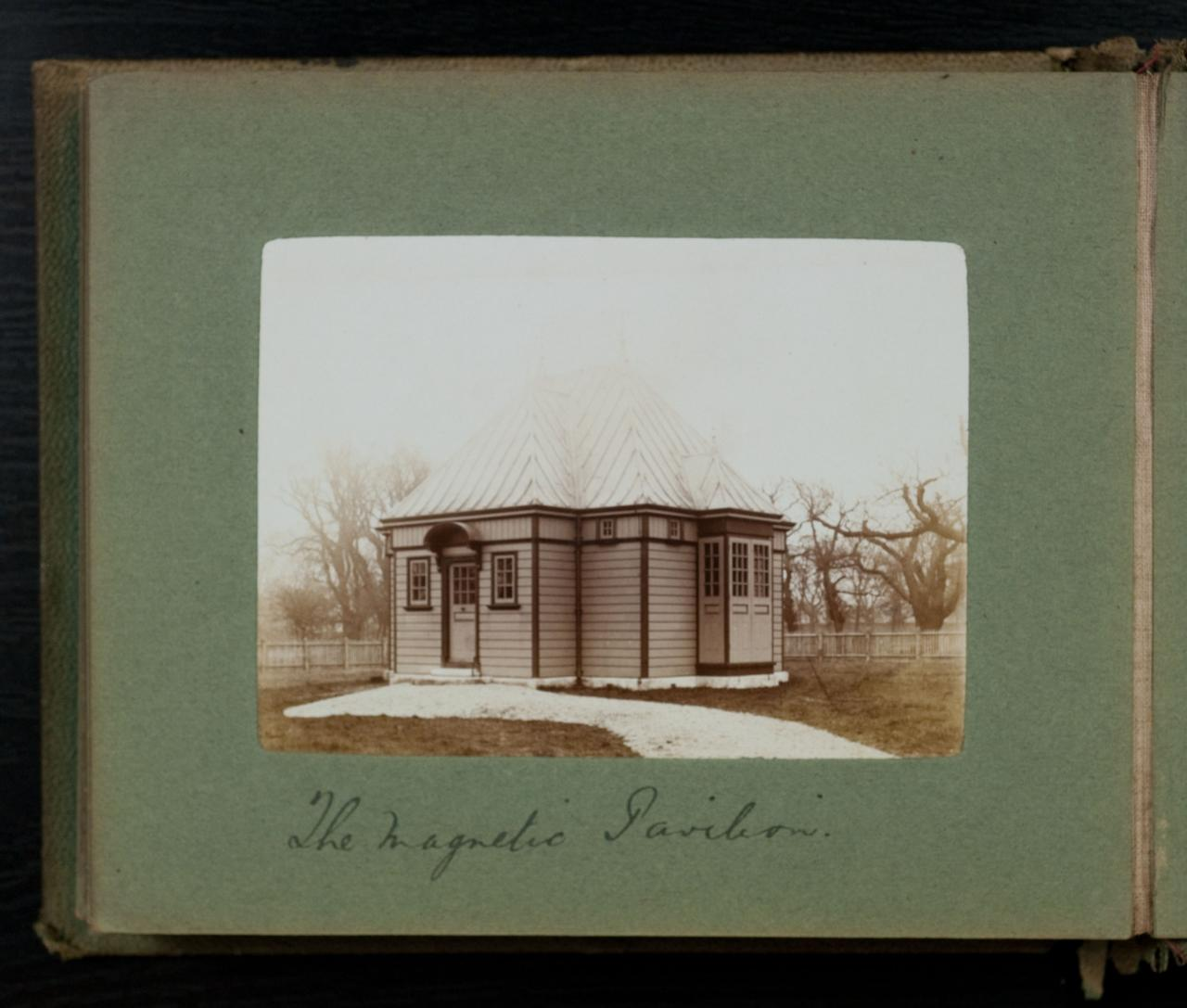
Магнітний павільйон, 1900 р

Перше магнітне спостереження було зроблено в 1680 році першим королівським астрономом Джоном Флемстідом за допомогою магнітної стрілки від Королівського товариства. Другий і третій королівські астрономи, Едмонд Галлі, а потім Джеймс Бредлі, також проводили деякі магнітні вимірювання під час свого перебування на посаді.
У 19 столітті Джордж Ейрі заснував магнітний і метеорологічний відділ.
Перший Магнітний дім був побудований поруч з обсерваторією, але до 1900 року був побудований другий, приблизно за 300—400 метрів від головної обсерваторії, щоб зменшити магнітні перешкоди. Обидва будинки були зроблені з немагнітних матеріалів. Старіша будівля називалася Магнітним будинком, але залізо, додане до будівель обсерваторії в 1890-х роках, погіршувало вимірювання, тому прилади перенесли до Магнітного павільйону. До 1914 року також було завершено будівництво нового Будинку магнітографів.
Однією з видатних подій у вивченні магнетизму було те, що Франсуа Араго та Олександр фон Гумбольдт провели магнітні спостереження в Гринвічі в 1822 році. 1825 року Араго отримав золоту медаль Коплі за це дослідження (див. також оберти Араго).

## Музей-обсерваторія

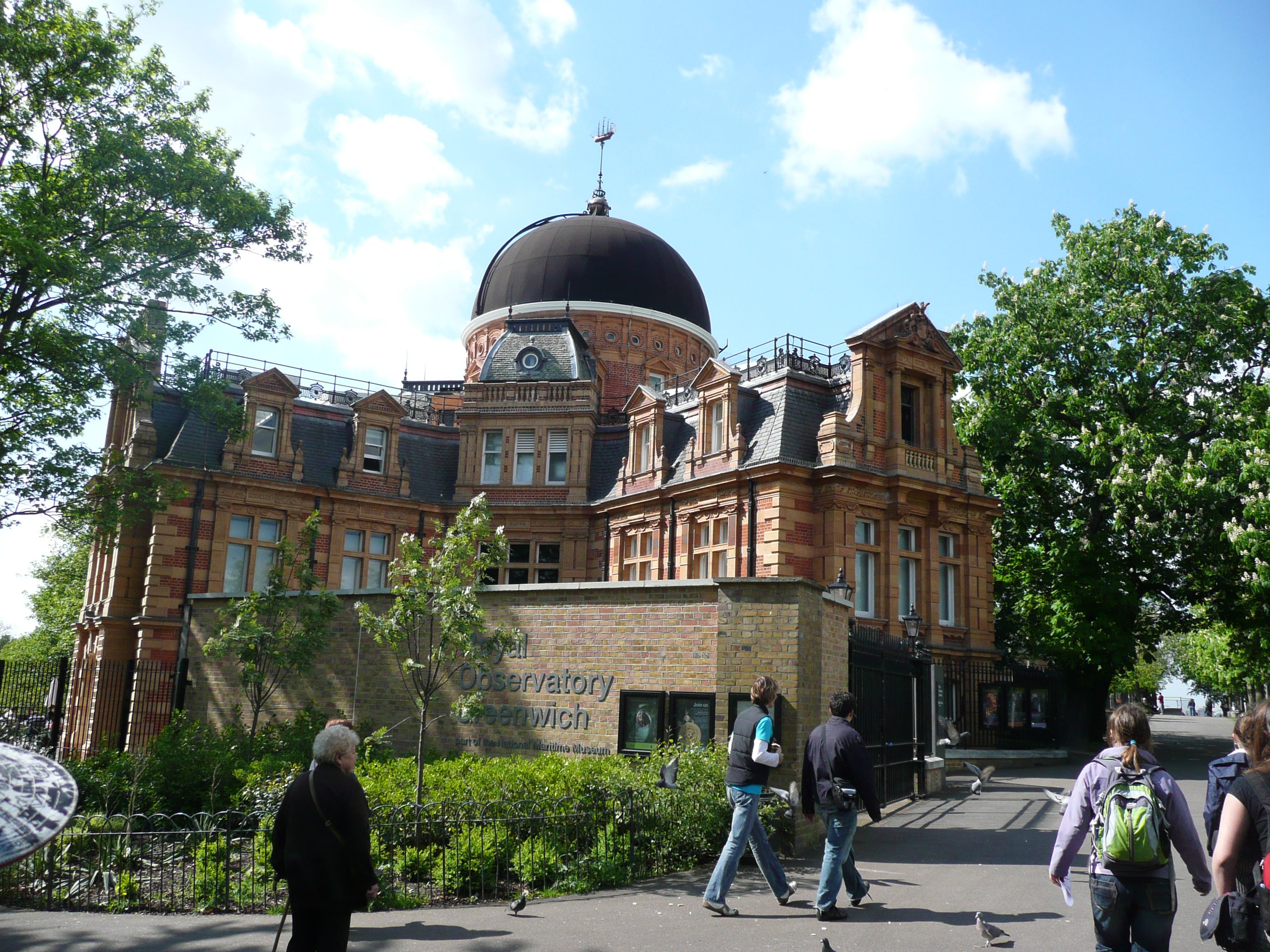
Туристи стікаються до музею-обсерваторії, 2009 рік.

Будинки обсерваторії в Гринвічі стали музеєм астрономічних і навігаційних інструментів, який є частиною Королівських музеїв Гринвіча. Серед відомих експонатів — піонерський хронометр Джона Гаррісона, знаний як H4, за який Гаррісон отримав велику винагороду від Комітету довгот, а також три його попередні морські хронометри; всі чотири є власністю Міністерства оборони. Показано багато додаткових годинникових артефактів, що документують історію точного вимірювання часу для навігаційних і астрономічних цілей, у тому числі виготовлений у росії годинник Ф. М. Федченка середини 20-го століття (найточніший годинник з маятником, коли-небудь виготовлений у кількох екземплярах). Тут також розміщені астрономічні інструменти, що використовуються для спостереження за меридіанами, і 28-дюймовий екваторіальний телескоп Грабба 1893 року, найбільший у своєму роді у Великій Британії. Годинник Шеперд біля воріт обсерваторії є раннім прикладом електричного годинника.
У 1997 році сайт обсерваторії отримував 400 000 відвідувачів на рік.
У лютому 2005 року було розпочато реконструкцію вартістю 16 мільйонів фунтів, яка включає побудову нового планетарію та додаткові експозиційні галереї та освітні приміщення. Королівска обсерваторія в Гринвічі знову відкрилася 25 травня 2007 року з новим планетарієм Пітера Гаррісона на 120 місць.
За рік з 2016 по 2017 рік в музеї було 2,41 мільйона відвідувачів.

## Галерея

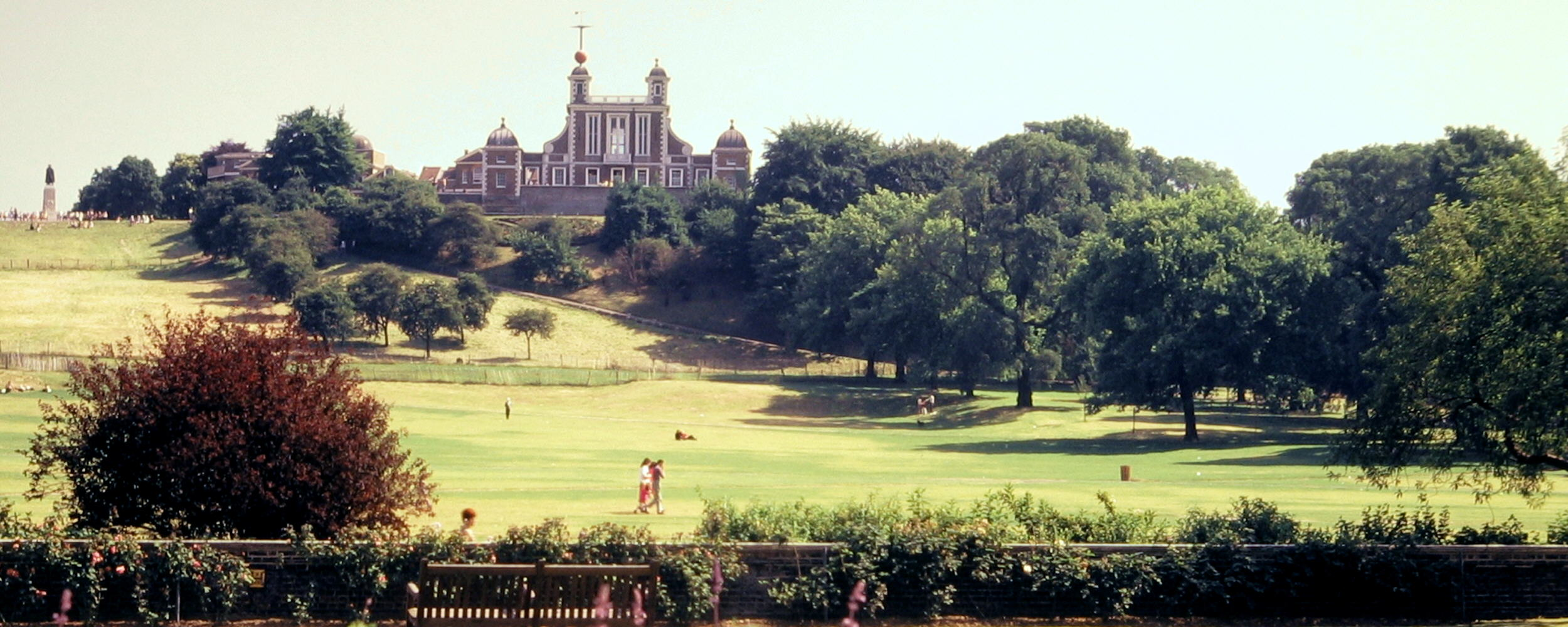
Багатовіковий будинок Flamsteed House з видом на Гринвіч-парк у Лондоні. Ліворуч зображена статуя генерал-майора Джеймса Вулфа, який загинув під час захоплення Квебеку в 1759 році та був похований у церкві Сент-Альфедж, Гринвіч.

## Дивитися також
- Список астрономічних обсерваторій

## Подальше читання
- Гринвіцька обсерваторія: … Королівська обсерваторія в Гринвічі та Герстмонсо, 1675—1975. Лондон: Taylor & Francis, 1975 3v. (Том 1. Походження та рання історія (1675—1835), Ерік Г. Форбс.ISBN 0-85066-093-9 ; том. 2. Новітня історія (1836—1975), автор А. Дж. Медоуз.ISBN 0-85066-094-7 ; том. 3. Будівлі та інструменти Дерека Хоуза.ISBN 0-85066-095-5)